# Rogelio Sada Zambrano
Rogelio Sada Zambrano es un empresario y político mexicano, originario del estado de Nuevo León, fue miembro del Partido Acción Nacional, por el que había sido elegido diputado federal y alcalde de San Pedro Garza García, Nuevo León.
Nacido el 30 de mayo de 1935, Rogelio Sada Zambrano pertenece a las principales familias de poder económico y empresarial de Monterrey, Nuevo León; es el tercero de los 6 hijos del matrimonio formado por don Andrés G. Sada García y Beatriz Zambrano Urtiaga, nieto del empresario Francisco G. Sada y bisnieto del licenciado Francisco Sada Gómez, uno de los fundadores de Cervecería Cuauhtémoc. Es ingeniero administrador e ingeniero mecánico electricista egresado del Instituto Tecnológico y de Estudios Superiores de Monterrey, se dedicó inicialmente a actividades empresariales, ocupando los cargos de director general del Grupo-Vitro, fundador y vicepresidente del Consejo Coordinador Empresarial, consejero de diversas corporaciones industriales y financieras, miembro del Consejo Internacional del Center for Strategic International Studies (CSIS) de Washington, del Consejo Internacional del Security Pacific Nacional Bank de Los Ángeles y del Consejo de Administración de Alco Standard Corporation.
En política inicio como partidario de la candidatura presidencial de Manuel Clouthier en 1988, tras las elecciones de ese año se integró al "Gabinete Alternativo" de Clouthier coo encargado de política económica, en 1991 fue candidato a gobernador de Nuevo León por el PAN, siendo derrotado por el priista Sócrates Rizzo, en ese mismo año se postulo para alcalde de San Pedro Garza García triunfó en la elección para presidente municipal, desempeñando su cargo hasta 1994, diputado federal a la LVII Legislatura de 1997 a 2000 y de 2001 a 2003 fue Coordinador de Órganos de Vigilancia y Control de la Secretaría de la Contraloría y Desarrollo Administrativo. En 2006 fue elegido síndico primero del Ayuntamiento de Monterrey para el periodo que concluyó en 2009.
El 3 de marzo de 2012 renunció a la militancia en el Partido Acción Nacional en protesta por la postulación como candidato a diputado federal de Fernando Larrazábal Bretón, alcalde de Monterrey señalado por casos de corrupción.